# Arhabdosia subvarda
Arhabdosia subvarda är en fjärilsart som beskrevs av William Schaus 1905. Arhabdosia subvarda ingår i släktet Arhabdosia och familjen björnspinnare. Inga underarter finns listade i Catalogue of Life.